# Biyomaal
Els biyomaal (somali: biiyomaal) és un clan somali del gran grup dels dir. Viuen principalment la costa de Somàlia al sud de Mogadiscio fins al riu Juba.
El segle xvii van tenir un soldanat que va governar la costa de Merka (regió de Shabeellaha Hoose).
Els biyomaal de Merka van lluitar contra els italians dins la colònia de la Somàlia Italiana; la lluita va durar vint anys (fou anomenada revolta Biyomaal) i durant aquesta alguns governadors italians foren assassinats; els líders del clan que van morir a la lluita tenen actualment estàtues commemoratives a Merka, a la regió de Shabeellaha Hoose.
Durant la guerra civil (després de 1991) han tingut generalment el control de la zona al sud de Mogadiscio, quasi sempre aliats a altres faccions o clans més poderosos.